# Водовод Пяййянне
Водовод Пяййянне (фин. Päijännetunneli) — тоннель-водовод, расположенный на юге Финляндии. Его протяжённость составляет 120 км, глубина от 30 до 100 м от поверхности. Второй по протяжённости скальный туннель после акведука в Делавере (США).
Целью постройки водовода является водоснабжение столичной агломерации Финляндии, в городах которой (Хельсинки, Эспоо, Вантаа и других) проживает более миллиона человек.

## Трасса
Водовод начинается на Асиккалансельке у озера Пяйянне, второго по величине в Финляндии. Ввиду больших уклонов туннеля вода по нему перемещается самотёком. Вода из южной части озера Пяййянне имеет настолько высокое качество, что её можно использовать для питья без дополнительной очистки. Окончание туннеля — водохранилище Силвола в городе Вантаа (Большой Хельсинки). Из водохранилища, имеющего площадь около 0,5 км², вода с помощью насосов передаётся на станции водоснабжения в Питкякоски и Ванхакаупунки. Поскольку в глубоком туннеле поддерживается постоянная температура и состав воды, для её очистки требуются минимальные усилия.

## Строительство, обслуживание и ремонт
Строительство водовода началось в 1972 году и закончилось в 1982 году, стоило около 200 млн евро (с поправкой на инфляцию). В 2001 году часть водовода потребовала ремонта из-за обвала.
В 2008 году водовод был значительно обновлён. Южная часть туннеля была усилена с целью предотвращения размывов породы. Пока шли работы по обновлению, с 15 апреля по 31 декабря, водоснабжение Большого Хельсинки осуществлялось путём забора воды из реки Вантаа. Ремонт обошёлся в 18 млн евро.
Поперечное сечение водовода составляет 16 м², что позволяет пропускать 10 м³/с воды. В случае чрезвычайной ситуации водовод может быть использован как резервное водохранилище.

## Галерея

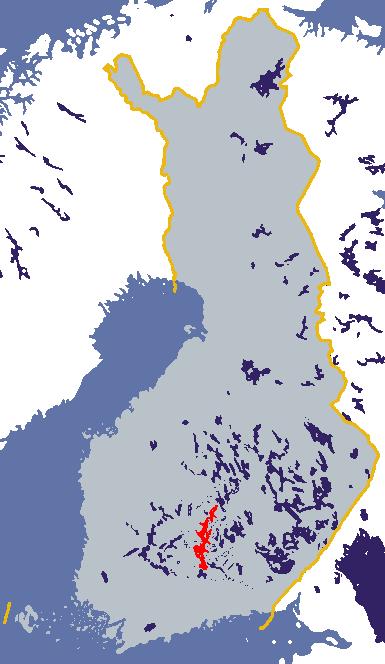
Озеро Пяйянне на карте Финляндии.
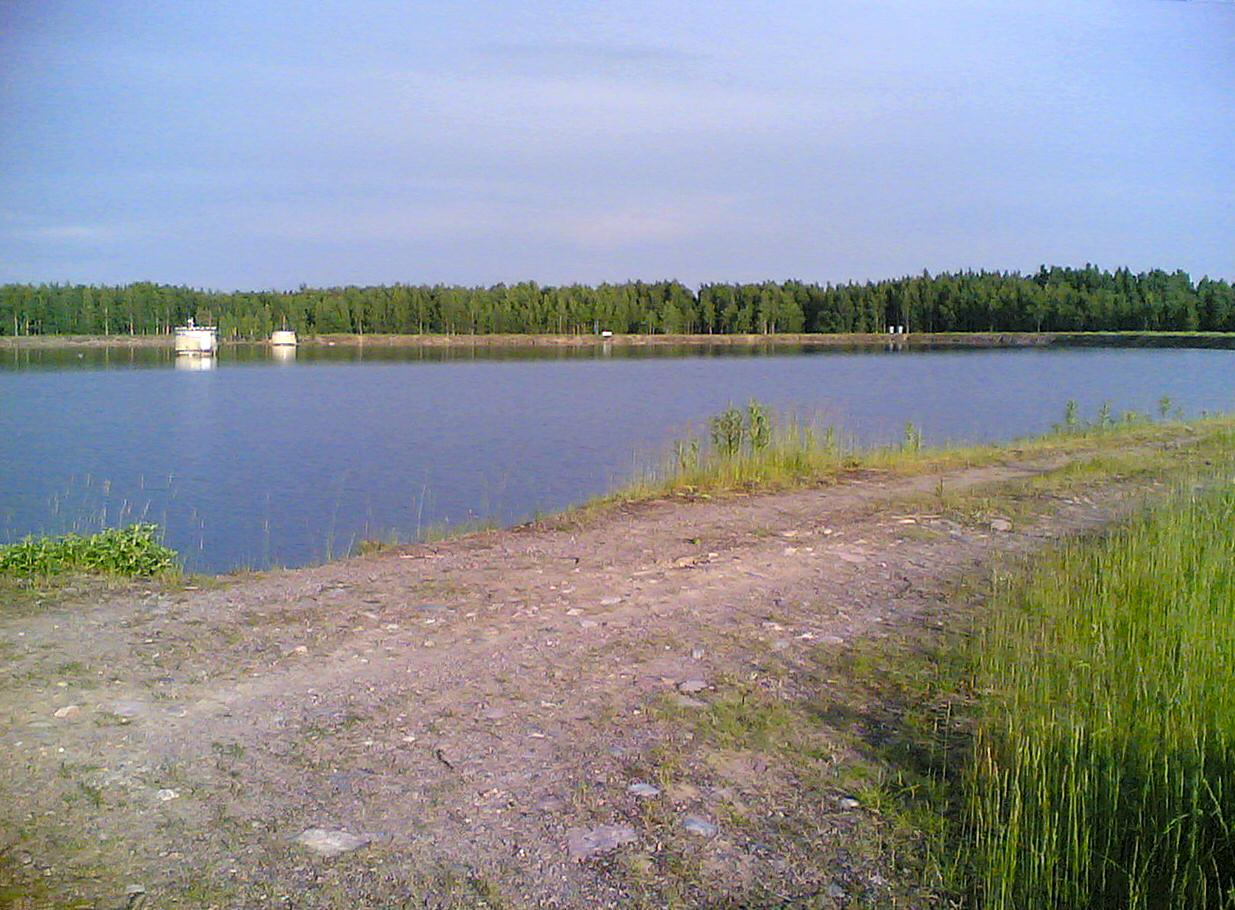
Водохранилище Силвола, окончание водовода.